# Itarsi
Itarsi é uma cidade e um município no distrito de Hoshangabad, no estado indiano de Madhya Pradesh.

## Geografia
Itarsi está localizada a 22° 37′ N, 77° 45′ L. Tem uma altitude média de 304 metros (997 pés).

## Demografia
Segundo o censo de 2001, Itarsi tinha uma população de 93 783 habitantes. Os indivíduos do sexo masculino constituem 52% da população e os do sexo feminino 48%. Itarsi tem uma taxa de literacia de 75%, superior à média nacional de 59,5%: a literacia no sexo masculino é de 81% e no sexo feminino é de 69%. Em Itarsi, 13% da população está abaixo dos 6 anos de idade.